# Електротехничка школа „Никола Тесла” Панчево
Електротехничка школа „Никола Тесла“ у Панчеву је средња стручна школа која образује и оспособљава кадрове из подручја рада електротехнике, рачунарства и информатике.

## Историјат
Електротехничка школа основана је 1946. године и тада је била смештена у згради у Лава Толстоја 30 (данашња ОШ „Ђура Јакшић“). Године 1948. школа се сели у улицу Ђуре Јакшића 1 (зграда поред Католичке цркве) и тамо ће бити до 1966. Те године ЕТШ поново прелази у нов објекат у Улици браће Јовановића 89, заједно са Хемијском школом. Још једном ће ова школа променити адресу 1983. године, када коначно прелази у здање у којем се налази и данас у Улици Максима Горког 7.
Школска зграда у Улици Максима Горког 7 подигнута је 1905. године за Мађарску краљевску државну женску грађанску школу, која је постојала до краја Првог светског рата. Између два рата и после зграда је такође служила у просветне сврхе и у њој се налазило више образовних институција, све до 1983, када она постаје ЕТШ „Никола Тесла“.
Зграда школе је, због свог специфичног изгледа карактеристичног за време у којем је настала, под заштитом државе, као споменик културе.

## Просторно-технички потенцијали
Од самих почетака школа је пратила модерне техничке и технолошке потребе и изазове и у складу са тим опремала кабинете и радионице.
Школски простор обухвата 12 учионица опште намене, мултимедијалну учионицу, 10 кабинета, и две радионице за практичну наставу. Школа такође поседује богату библиотеку са преко 7.000 наслова.

## Образовни профили
Редовни образовни профили који се уписују сваке године су:
- Техничар информационих технологија
- Техничар телекомуникационих технологија
- Електротехничар енергетике
- Електротехничар процесног управљања
- Техничар мултимедија
- Техничар за администрирање рачунарских мрежа
- Сервисер термичких и расхладних уређаја

Поред редовних школовања, школа реализује и више различитих програма за ванредно школовање.

Школу похађа преко 700 ђака из целог Јужног Баната.

## Галерија
- Електротехничка школа
- Табла са називом школе.
- Улаз школе.
- Електротехничка школа
- Електротехничка школа